# Tepeji del Río de Ocampo (municipi)

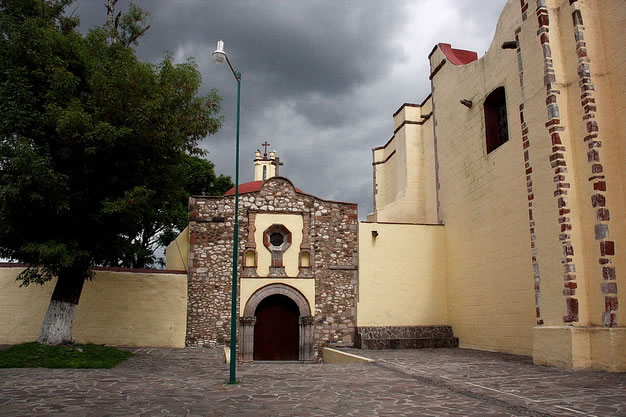
Exconvent de San Francisco de Asís

Tepeji del Río de Ocampo és un municipi de l'estat d'Hidalgo. Tepeji del Río de Ocampo és el cap de municipi i principal centre de població d'aquesta municipalitat. Aquest municipi és a la part sud-occidental de l'estat d'Hidalgo. Limita al nord amb els municipis de Tula de Allende i Atotonilco de Tula, al sud amb Chapa de Mota, al sud, l'oest i a l'est amb estat de Mèxic (municipis de Huehuetoca, Jilotepec i Chapa de Mota).